# Johannes Kuiken
Johannes Kuiken, (Sint Annaparochie, 3 maart 1860 – aldaar, 7 augustus 1936), was een voorman van de kiesrechtbeweging en voorstander van grondhervorming.

## Socialisme
Johannes was de zoon van Jan Kuiken, boekdrukker en uitgever van de Bildtsche Courant, en Grietje Siderius. Op 13 september 1883 huwde hij Geertje Meijer 1855-1934, met wie hij een dochter kreeg.
Johannes was het oudste kind in een groot gezin in Sint Annaparochie. Als drukkers kwamen vader en zoon in aanraking met de drukker van Recht voor Allen waardoor Johannes kennis maakte met de strijd voor socialisme en kiesrecht. Sindsdien gebruikte de vegetariër Kuiken ook de Bildtsche Courant in de strijd voor voornoemde idealen. Ook door Ferdinand Domela Nieuwenhuis raakte Kuiken socialistisch georiënteerd. Naast het ontstaan van een grote afdeling van de Bond voor Algemeen Kies- en Stemrecht leverde het dorp St. Annaparochie in 1890 veel handtekeningen bij het petitionnement voor algemeen kiesrecht.
In 1891 werd Kuiken lid van het bestuur van het Friesch Comité van de Volkspartij, later zou dit comité eenvoudigweg de Volkspartij worden genoemd. Toen op 27 oktober 1889 de vereniging van Biltse landarbeiders Broedertrouw werd opgericht, koos Kuiken met zijn Biltsche Courant partij voor de stakers. In 1892 werd hij bestuurslid van de Nederlandse Bond voor Landnationalisatie. Van 1895 tot 1917 zou Johannes Kuiken lid van de gemeenteraad van Het Bildt. Tevens behoorde hij tot de oprichters van de Nederlandsche Vereeniging tot Hervorming van den Grondeigendom. Hierdoor kwam hij in ook contact met Arjen Sevenster, de econoom uit Wier en Harm Kolthek van de grondpartij Recht en Vrijheid.

## Uitgever
Johannes Kuiken gaf brochures uit van Domela Nieuwenhuis, Peter Kropotkin, de landnationalisatoren Anne Rauwerda, Jan Stoffel, M. Flürschheim en Sevenster en drukte bovendien de periodieken van de grondbeweging en het drankbestrijdersblad De Blauwe Vaan.
Van de Nederlandsche Vereeniging tot Afschaffing van Sterken Drank was hij vele jaren hoofdbestuurder.
In St. Annaparochie werd een straat naar Kuiken genoemd.